# Marek Novák
Marek Novák (* 2. srpna 1976 Přerov) je český politik a manažer, od října 2017 poslanec Poslanecké sněmovny PČR, člen hnutí ANO 2011.

## Život
Narodil se sice v Přerově, ale ve čtyřech letech se přestěhoval s rodiči do jejich rodného Zlína. Do školy chodil už ve Zlíně, později se vyučil automechanikem. Po vojně si dálkově dodělal střední školu.
Pracuje od svých šestnácti let, prošel různými profesemi – živil se jako automechanik, skladník, celní deklarant, dispečer v dopravě, šéf dispečinku mezinárodní dopravy či šéf zákaznického centra. Naposledy pracoval na pozici manažera podpory prodeje v mezinárodní společnosti LAPP GROUP. Od května 2015 je předsedou dozorčí rady akciové společnosti Vodovody a kanalizace Zlín.
Od dětství se věnuje lidovým tancům a je milovníkem folklóru a tradic v kraji, ze kterého pochází. Rovněž pracuje ve výkonném výboru amatérského fotbalového klubu SK Zlín 1931 se základnou 150 dětí.
Marek Novák žije ve Zlíně. Je ženatý, má dvě děti. Mezi jeho záliby patří jízda na horském kole, fotbal, lyžování a sjíždění řek.

## Politické působení
Je členem hnutí ANO 2011, jehož oblastní organizaci na Zlínsku předsedá. Ještě jako nestraník za hnutí ANO 2011 kandidoval v komunálních volbách v roce 2014 do Zastupitelstva města Zlína ze zadních řad kandidátky a neuspěl. Zvolen nebyl ani ve volbách v roce 2018, kde taktéž kandidátku kolegů podpořil z nevolitelného místa, již jako člen hnutí ANO 2011. Také v komunálních volbách v roce 2022 neúspěšně kandidoval do zastupitelstva Zlína, a to z 31. místa kandidátky hnutí ANO 2011.
V krajských volbách v roce 2016 kandidoval neúspěšně již jako člen hnutí ANO 2011 z posledního místa kandidátní listiny do Zastupitelstva Zlínského kraje. V krajských volbách v roce 2020 kandidoval jako člen hnutí ANO do Zastupitelstva Zlínského kraje z 42. místa kandidátky hnutí ANO, avšak nebyl zvolen. V krajských volbách v roce 2024 kandidoval do Zastupitelstva Zlínského kraje z 44. místa kandidátky hnutí ANO, avšak nebyl zvolen.
Ve volbách do Poslanecké sněmovny PČR v roce 2017 byl za hnutí ANO 2011 zvolen poslancem ve Zlínském kraji, a to ze čtvrtého místa kandidátky. Ve volbách do Poslanecké sněmovny PČR v roce 2021 kandidoval na 2. místě kandidátky hnutí ANO 2011 ve Zlínském kraji. Získal 2 256 preferenčních hlasů (2,66 %) a stal se znovu poslancem.
Ve volbách do Poslanecké sněmovny PČR v roce 2025 kandiduje na 2. místě kandidátky hnutí ANO ve Zlínském kraji.